# Canarana roseicollis
Canarana roseicollis là một loài bọ cánh cứng trong họ Cerambycidae.